# Čeřejov
Čeřejov (v místním nářečí Čejrov) je malá vesnice, část města Trhové Sviny v okrese České Budějovice v Jihočeském kraji. Nachází se asi 3,5 kilometru severozápadně od Trhových Svinů. Čeřejov leží v katastrálním území Otěvěk o výměře 8,55 km².

## Historie
První písemná zmínka o vesnici pochází z roku 1367. Jen o něco málo mladší pergamentový dokument z roku 1384 potvrzuje prodej čeřejovského dvorce Jana Žižky z Trocnova a jeho manželky Kateřiny. Listina je významným dokladem o Žižkově životě v době před husitskými válkami.

## Obyvatelstvo
| Rok            | 1869 | 1880 | 1890 | 1900 | 1910 | 1921 | 1930 | 1950 | 1961 | 1970 | 1980 | 1991 | 2001 | 2011 | 2021 |
| -------------- | ---- | ---- | ---- | ---- | ---- | ---- | ---- | ---- | ---- | ---- | ---- | ---- | ---- | ---- | ---- |
| Počet obyvatel | 154  | 166  | 135  | 148  | 156  | 148  | 138  | 89   | 96   | 81   | 58   | 56   | 48   | 70   | 59   |
| Počet domů     | 25   | 26   | 27   | 25   | 28   | 24   | 25   | 22   | 22   | 22   | 18   | 24   | 26   | 30   | 31   |

## Obecní správa
Při sčítání lidu v letech 1850–1964 Čeřejov byl osadou obce Otěvěk, se kterým patřil nejprve do okresu České Budějovice (v letech 1890–1910 Budějovice), ale v roce 1950 v okrese Trhové Sviny a od roku 1960 opět v okrese České Budějovice. Od 14. června 1964 do 31. prosince 1975 byl částí obce Veselka v okrese České Budějovice. Od 1. ledna 1976 je částí města Trhové Sviny v okrese České Budějovice.

## Pamětihodnosti
- U čp. 28 stojí kovový křížek.
- U čp. 18 roste památný strom Čeřejovský dub.
- Pomník Jana Žižky z Trocnova z roku 1938 na domnělém místě jím vlastněného dvorce
- V severní části území se nachází rekreační oblast, jíž vede naučná stezka Totalita rozděluje.

## Galerie

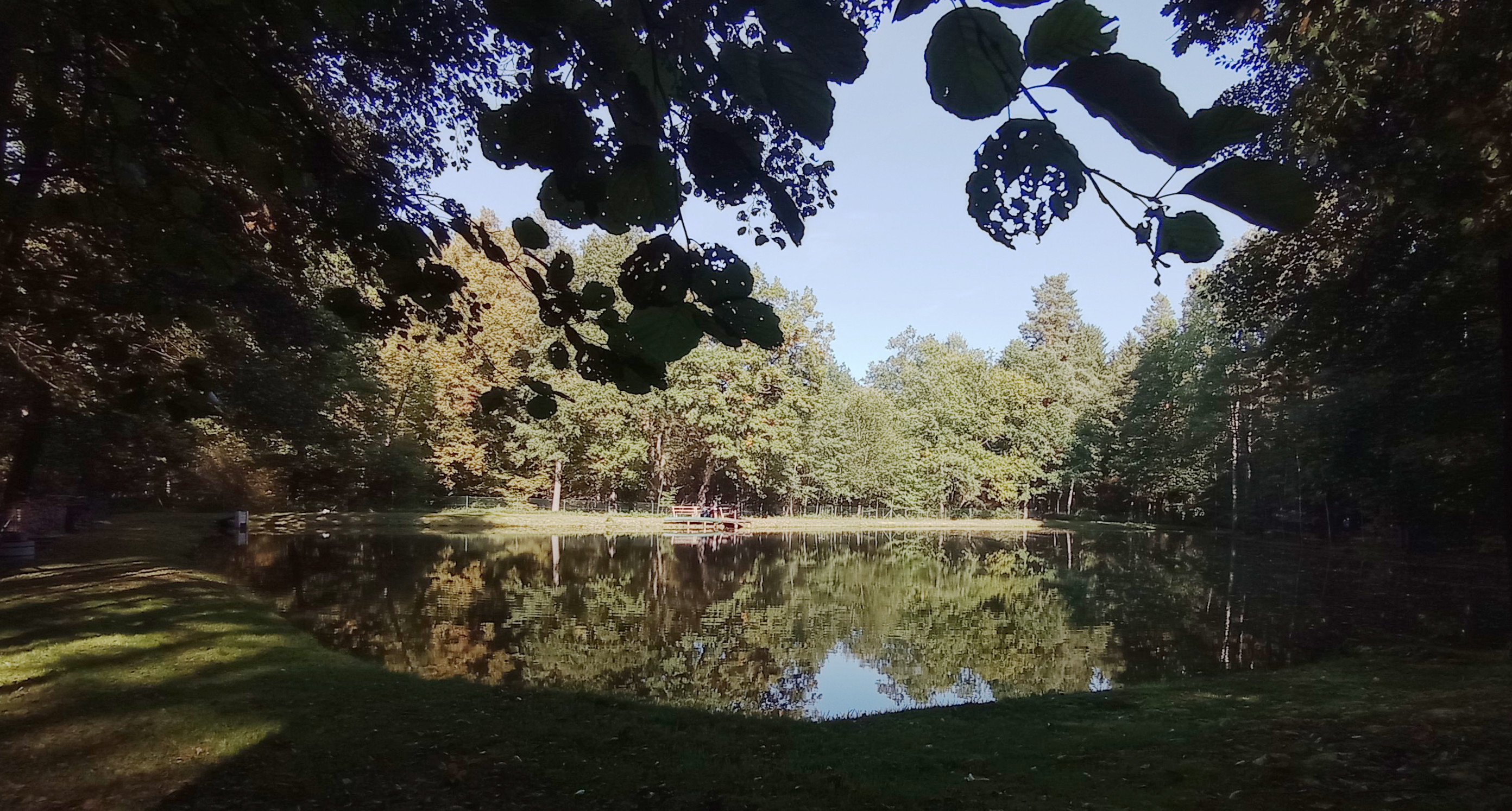
Rybník severně od vsi
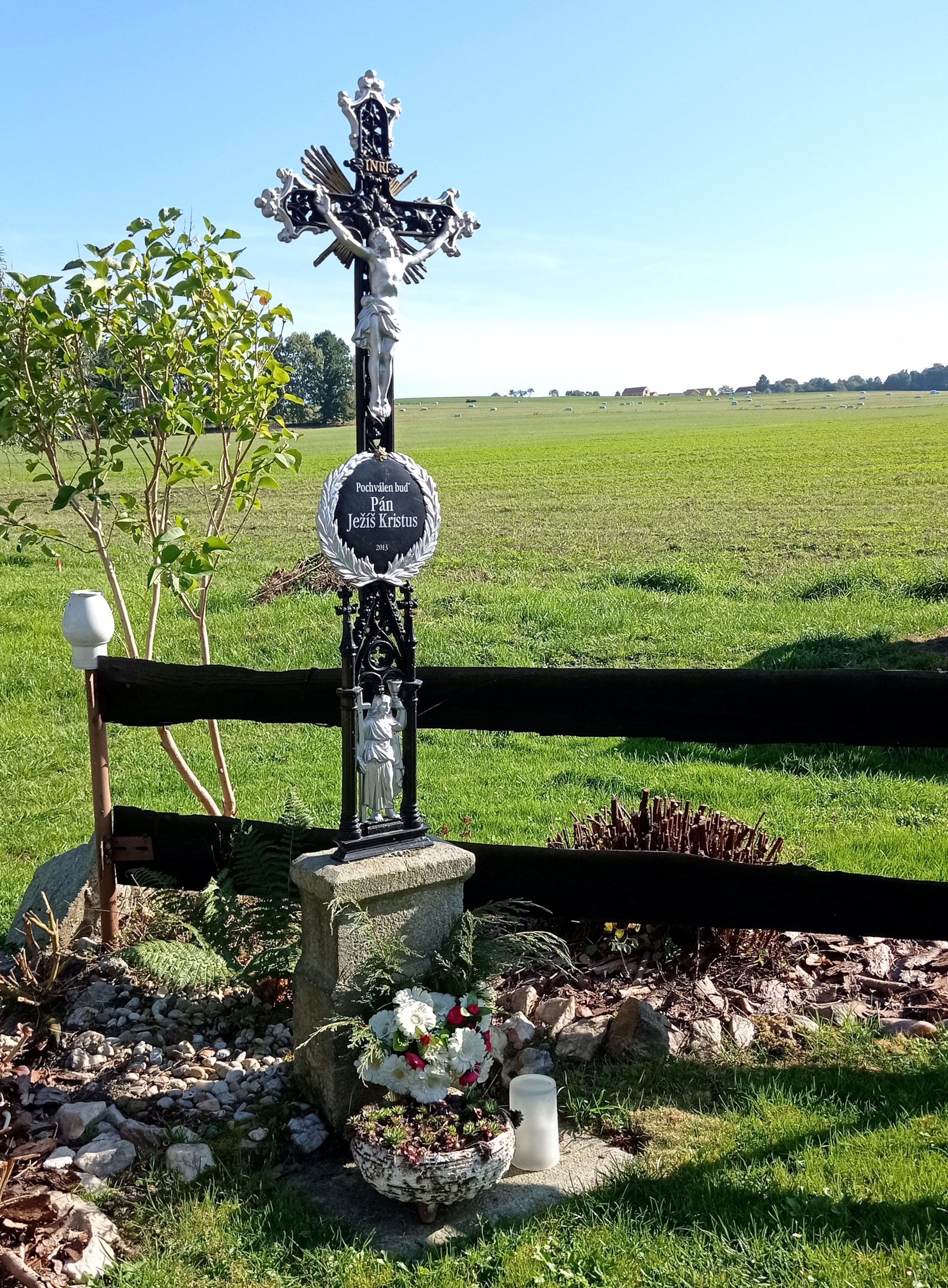
Křížek u čp. 28